# ラソラ札幌

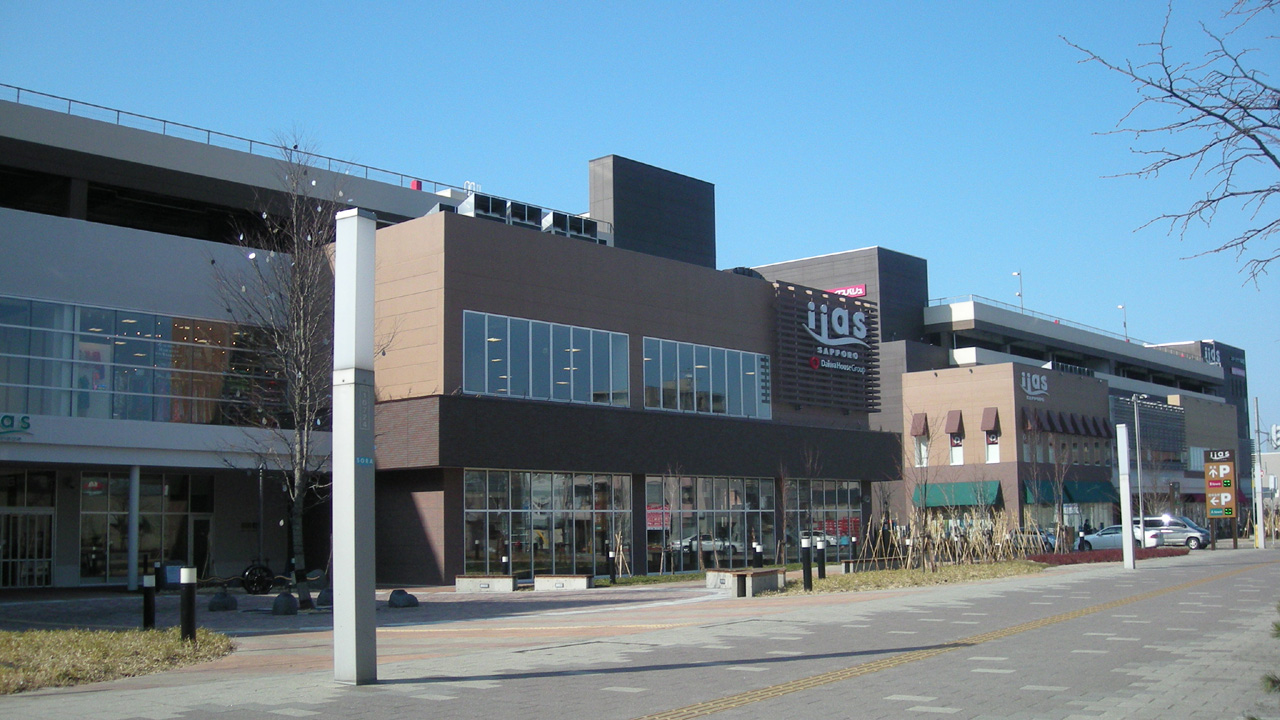
イーアス札幌（当時）の施設外観（2009年4月）

ラソラ札幌（英: RaSoRa SAPPORO）は、札幌市白石区にある大型ショッピングセンターである。旧称は「イーアス札幌」（英: iias SAPPORO）。

## 沿革
旧日本国有鉄道（国鉄）東札幌駅跡地を中心とする東札幌地区の再開発によって誕生した「札幌コミュニケーションパークSORA」の「商業・業務ゾーン」であり、札幌都市開発公社による事業企画コンペティションを経て2006年（平成18年）に大和ハウス工業が札幌市所有の土地を購入して開発した。南郷通に面した「A town」と「B town」2つのモールで構成している。
- 2008年（平成20年）：「イーアス札幌」（iias SAPPORO）としてオープン[注 1]。
- 2010年（平成22年）：大幅改装オープン[6]。
- 2017年（平成29年）：ラサール・インベストメント・マネージメントが施設取得[3][7]。
- 2018年（平成30年）：施設名を「ラソラ札幌」（RaSoRa SAPPORO）と改称[4]。

## 施設
「A town」と「B town」は連絡通路で接続している。スーパーマーケット「マックスバリュ」（運営はイオン北海道、2020年2月29日まではマックスバリュ北海道）やスポーツジム「スポーツクラブNAS」を中心にアパレル、書籍・レンタルストア、100円ショップ、飲食店といった生活密着型店舗、理美容室やリラクゼーション、学習塾、クリニック（診療所）といったサービス系のテナントが入居している。また、北海道内有数のボルダリングジムがある「NAC」、日本国内有数のチアダンスチームが所属するカルチャーセンター「MANABIYA」が入居しており、体験型のコト消費ゾーンが充実している。かつてはエフエム北海道（AIR-G'）のサテライトスタジオ、ボーネルンドによる北海道内初出店となる屋内運動遊戯施設「KID-O-KID」（キドキド）が入居していた。
施設内にはイベントコートやイベントスペース、貸し会議室（コミュニティホール）を設けている。敷地内には東札幌駅があった歴史を継承していくため、列車の車輪をオブジェとして設置している。

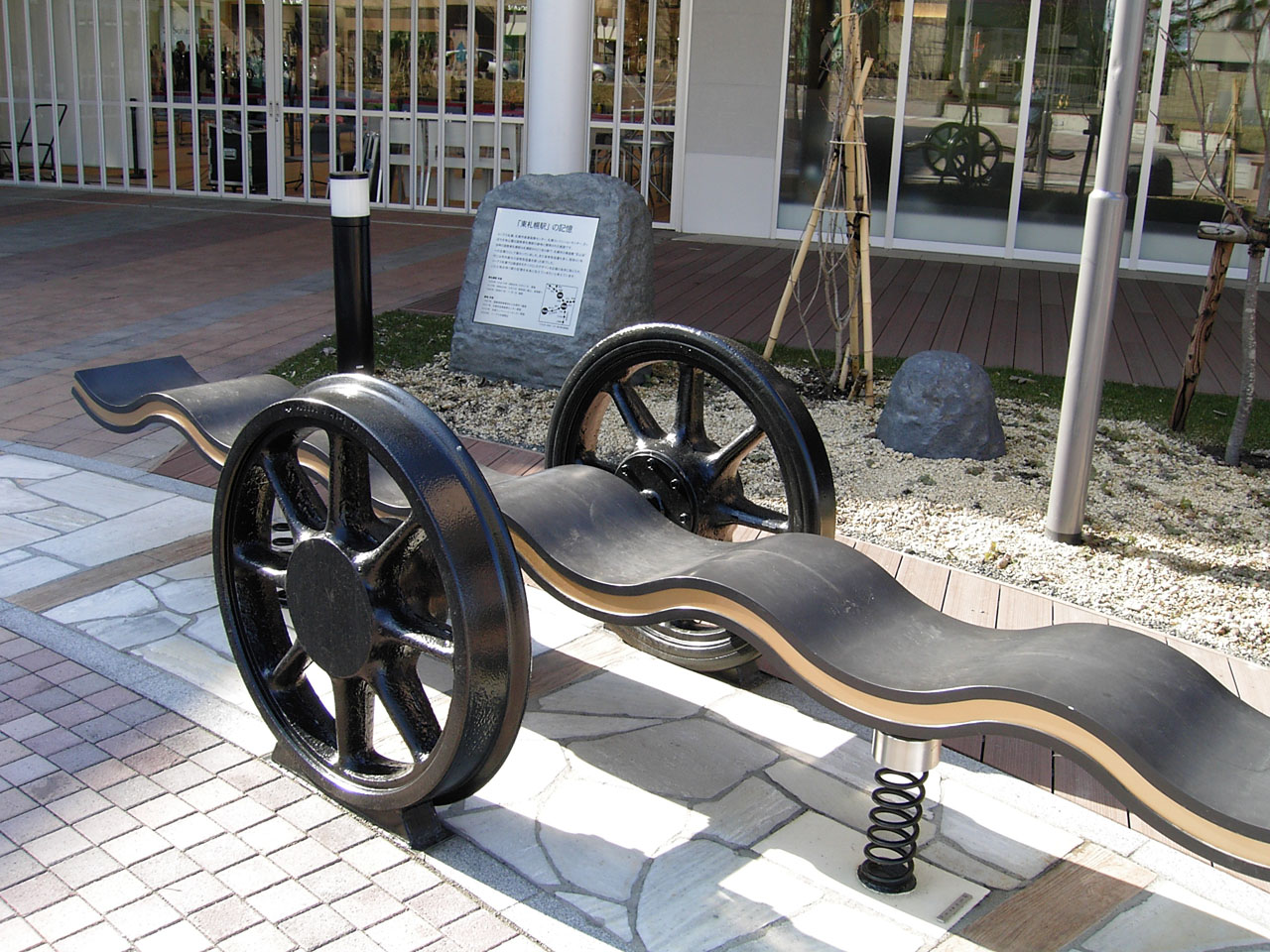
オブジェ（2009年3月）

### 主なテナント
- A town 1F
  - H&M
  - デコホーム
  - ゲオ
  - セカンドストリート
  - マックハウス
  - テアトルアカデミー
  - スタジオアン
- A town 2F
  - ユニクロ
  - GU
  - しまむら
  - ABC-MART
  - ココカラファイン
  - namco
  - 富士メガネ
- B town 1F
  - マックスバリュ（イオン北海道運営）
  - ケンタッキーフライドチキン
  - モスバーガー
  - ジュピター
  - QBハウス
  - サイゼリヤ
  - ヴィ・ド・フランス
- B town 2F
  - スポーツクラブNAS
  - セリア
  - JINS
  - くら寿司
  - エルム楽器

## アクセス
札幌コンベンションセンター・札幌市産業振興センター隣に位置している。
- 札幌市営地下鉄東西線東札幌駅1番出入口から徒歩約3分

## 参考資料
- 『新たな「街」が生まれる！東札幌に大型複合商業施設が誕生 「イーアス札幌（iias sapporo）」オープン』（プレスリリース）大和ハウス工業、2008年10月16日。2018年4月23日閲覧。